# Mime Crime
Mime Crime sind ein Comedy- und Slapstick-Trio aus Berlin bestehend aus Uli Gleichmann, Alexander Simon und Joseph Sternweiler.
Mime Crime wurde 1992 von den Absolventen der Berliner Schule für darstellende Künste Die Etage gegründet. Damals noch in der Besetzung Désirée Angersbach, Alexander Simon, Uli Gleichmann, Ron Agenant, Joseph Sternweiler und später Boris Jaeger gelang es den Mimen, mit einer Mischung aus Slapstick, Pantomime und comic-hafter Körpersprache auf sich aufmerksam zu machen. Der Gewinn des seinerzeit höchstdotierten Kleinkunstpreises, der St. Ingberter Pfanne im Jahr 1994, markierte einen ersten Höhepunkt in der Laufbahn der Truppe.
1997 schieden Boris Jaeger und Ron Agenant aus der Gruppe aus. Mit dem Programm Sports konnte das Trio dann nahtlos an den Erfolg der alten Stücke anknüpfen und wurde auf dem Tollwood-Festival 1999 in München dafür mit dem Künstlerpreis der Stadtsparkasse geehrt.
Die Programme Charts (2000), Olympia (2004) und Goal! (2005) festigten ihren Ruf als Comedy-Truppe.

## Auszeichnungen
- 1991: St. Ingberter Pfanne
- 1999: Tollwood-Festival

## Stücke
- Sports
- Charts
- Olympia
- Goal